# Nekonečný cyklus

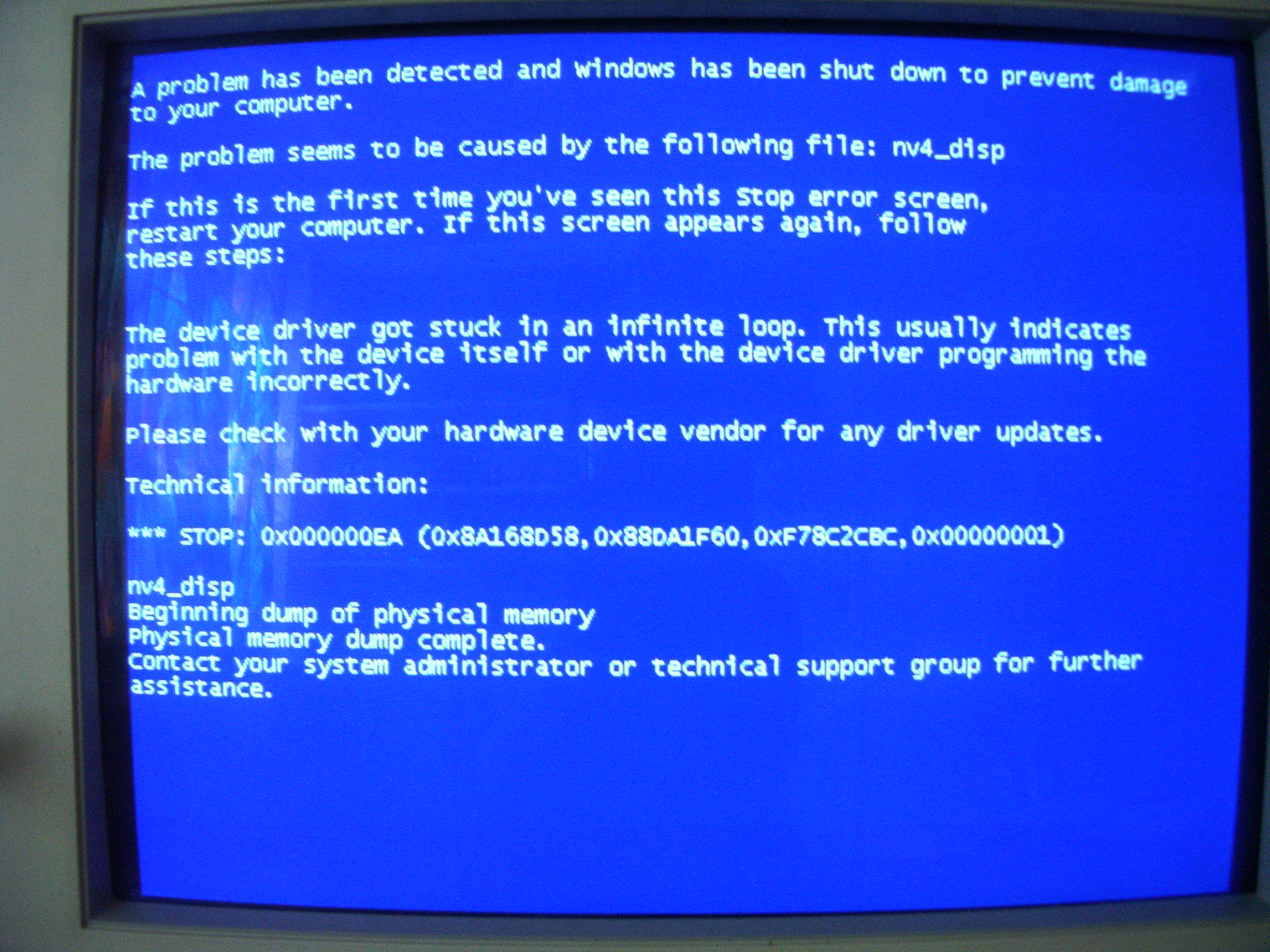
BSOD ve Windows XP s nekonečným cyklem

Nekonečný cyklus je cyklus počítačového programu, který se neustále opakuje. Nejčastěji následkem programátorské chyby, kdy programátor zapomene napsat ukončovací podmínku cyklu nebo napíše v podmínce chybu, kvůli které nebude nikdy splněna.
Často se v programování používají zdánlivě nekonečné cykly, tedy cykly, jejichž podmínka je vždy splněna, ale někde uprostřed cyklu je podmíněné opuštění cyklu (skok, případně break). Extrémním příkladem je cyklus plánovač jádra operačního systému, který má podmínku vždy platnou, ale může zavolat funkci k vypnutí počítače a tak vlastně cyklus opustit.
Rozlišit nekonečný cyklus a zdánlivě nekonečný cyklus je těžké, matematicky se jedná o problém zastavení. Snahy zabránit nekonečným cyklům prostředky (omezením) programovacího jazyka vedou k tomu, že výsledný jazyk nebude turingovsky úplný.
„Elegantní“ způsob, jak naprogramovat nekonečný cyklus v jazyku C/C++/C#, je použít for cyklus bez inicializace, podmínky i inkrementu:
```
for
 
(;;)
 
{

	
/* ... */

}

```

V jazyce JavaScript
```
while
(
true
){

	
/* ... */

}

```

V jazyku Pascal to již není tak elegantní, protože se vždy testuje podmínka (je možné použít label a goto, ale to také není příliš elegantní):
```
while
 
TRUE
 
do

begin

	
{ ... }

end
;

```

Jiná (elegantnější) možnost zápisu nekonečného cyklu v jazyce Pascal:
```
repeat

	
{ ... }

until
 
FALSE
;

```

## Zajímavosti
Oblíbeným vtipem o každém novém superpočítači (jako např. IBM Blue Gene/L) je: „Tento superpočítač je tak rychlý, že zvládne provést nekonečný cyklus za méně než dvě milisekundy!“ Dalším vtipem je jeho následující „encyklopedická“ definice: „Nekonečný cyklus, viz Cyklus nekonečný.“ - „Cyklus nekonečný, viz Nekonečný cyklus.“